# Siria en los Juegos Olímpicos de Pekín 2008
Siria estuvo representada en los Juegos Olímpicos de Pekín 2008 por siete deportistas, seis hombres y una mujer, que compitieron en cinco deportes.
El portador de la bandera en la ceremonia de apertura fue el halterófilo Ahed Yuguili. El equipo olímpico sirio no obtuvo ninguna medalla en estos Juegos.